# Montrouge
Montrouge is een gemeente in het Franse departement Hauts-de-Seine in de regio Île-de-France. De gemeente telde 46.273 inwoners op 1 januari 2022. De plaats maakt deel uit van het arrondissement Antony en is een banlieue van Parijs.

## Geografie
De oppervlakte van Montrouge bedroeg op 1 januari 2022 2,07 vierkante kilometer; de bevolkingsdichtheid was toen 22.354,1 inwoners per km². De gemeente ligt 4,4 km van het centrum van Parijs. Op de grens van Montrouge en Châtillon bevindt zich het metrostation Châtillon - Montrouge, het eindpunt van de Parijse metrolijn 13. Vanaf maart 2013 is Montrouge bereikbaar met metrolijn 4 die is doorgetrokken tot het nieuwe eindstation Mairie de Montrouge.
De onderstaande kaart toont de ligging van Montrouge met de belangrijkste infrastructuur en aangrenzende gemeenten.

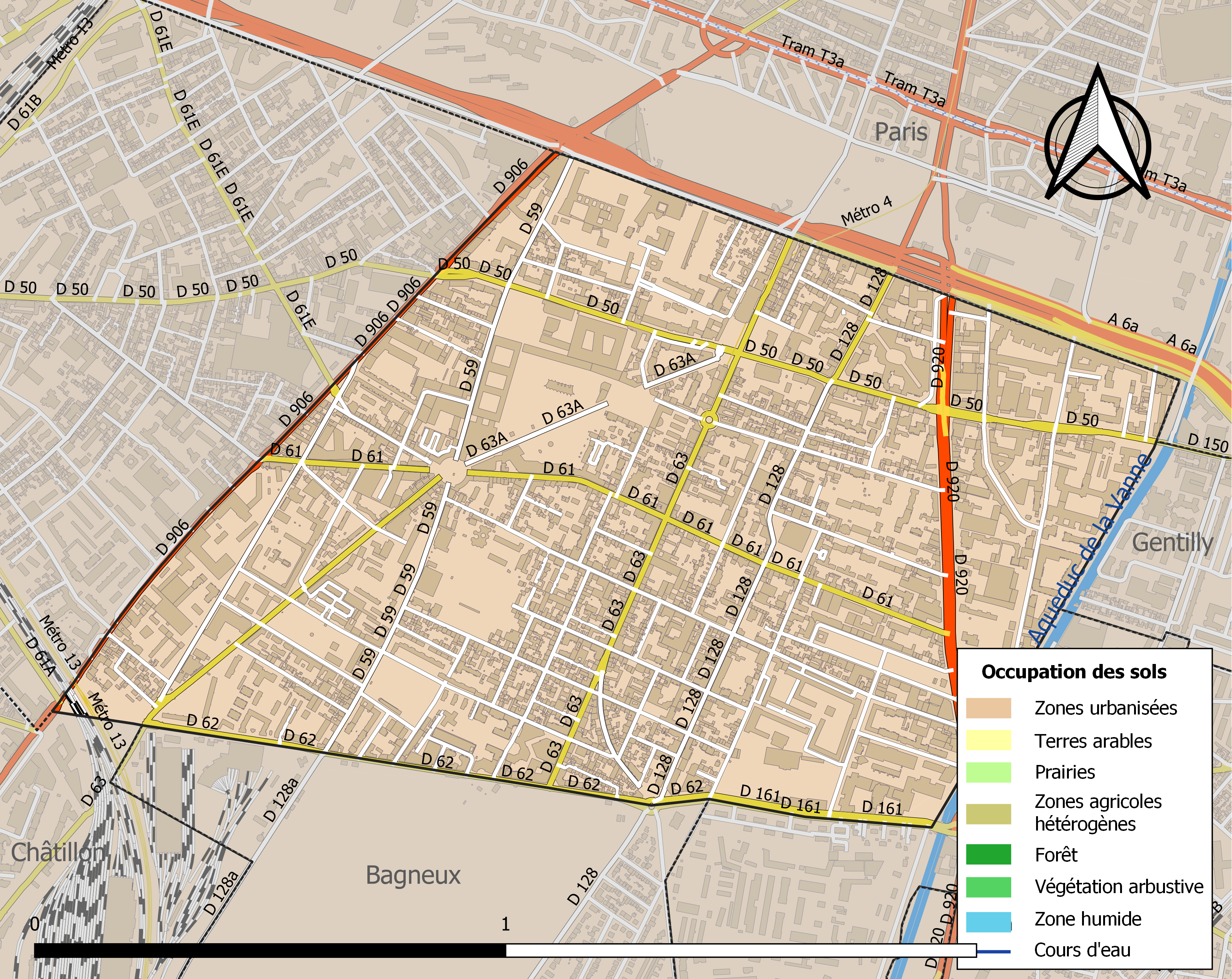

## Demografie
Onderstaande figuur toont het verloop van het inwonertal (bron: INSEE-tellingen).

## Wetenswaardigheden
- Van 1922 tot 1957 lag in Montrouge het Stadion Buffalo, een sportstadion.
- Van 1926 tot 1930 stond in Montrouge de fabriek van Messier, waar vliegtuigmotoren werden gemaakt.
- De beeldhouwster Alicia Penalba had een atelier in Montrouge.

## Geboren te Montrouge
- Raoul Pugno (1852-1914), componist, organist en pianist
- Octave Lapize (1887-1917), wielrenner
- Marcel Chevalier (1921-2008), de laatste beul van Frankrijk
- Claude Sautet (1924-2000), filmregisseur
- Jérôme Lejeune (1926-1994), kinderarts en wetenschapper
- Gérard Brach (1927-2006), scenarioschrijver en filmregisseur
- Raymond Federman (1928-2009) Frans-Amerikaans romanschrijver, dichter, essayist en criticus
- René Metge (1941-2024), rallyrijder en rallyorganisator

## Overleden te Montrouge
- Franz Joseph Gall (1758-1828), Duits grondlegger van de frenologie
- Gaëtan Gatian de Clérambault (1872-1934), psychiater die erotomanie ontdekte
- Robert Brasillach (1909-1945), schrijver die in het fort werd gefusilleerd
- Robert Doisneau (1912-1994), fotograaf

## Begraven te Montrouge
- Jurgis Baltrušaitis (1873-1944), Litouws dichter en vertaler
- Francis Carco (1886-1958), schrijver
- Barbara (1930-1997), zangeres
- Coluche (1944-1986), komiek en acteur